# Sanfins (Valpaços)
Sanfins is een plaats (freguesia) in de Portugese gemeente Valpaços en telt 208 inwoners (2001).